# Leposoma guianense
Espèce
Leposoma guianense est une espèce de sauriens de la famille des Gymnophthalmidae.

## Répartition
Cette espèce se rencontre au Guyana, au Suriname, en Guyane et au Brésil en Amazonas, au Pará et en Amapá.

## Description
La femelle holotype mesure 37 mm de longueur standard.

## Étymologie
Son épithète spécifique, composée de guian[a] et du suffixe latin -ense, « qui vit dans, qui habite », lui a été donnée en référence au lieu de sa découverte.

## Publication originale
- Ruibal, 1952 : Revisionary notes of some South American Teiidae. Bulletin of the Museum of Comparative Zoology at Harvard College, no 106, p. 477-529 (texte intégral).